# Takehiko Inoue
Takehiko Inoue (井上雄彦, Inoue Takehiko, Okuchi te Kagoshima, 12 januari 1967) is een Japans mangaka. Hij is vooral bekend voor de basketball manga Slam Dunk (1990-1996, een van de best verkochte manga ooit) en voor de samoerai manga Vagabond. Veel van zijn werk draait rond basketbal, een sport waar hij zelf fan van is. Inoue was de eerste winnaar van de Cultuurprijs van de Asia Cosmopolitan Awards.

## Carrière
Voor zijn debuut werkte Inoue als assistent voor Tsukasa Hojo tijdens diens werk aan de manga City Hunter. Inoue debuteerde in 1988 met Purple Kaede, welke in het Weekly Shōnen Jump tijdschrift werd uitgegeven. Het werk won de 35ste jaarlijkse Tezuka Prijs. Zijn eerste langlopende reeks begon in 1989 en noemde Chameleon Jail. Inoue verzorgde de illustraties. Het verhaal werd geschreven door Kazuhiko Watanabe.
Inoue's eerste grote succes was de manga Slam Dunk die werd gepubliceerd in Weekly Shōnen Jump van 1990 tot 1996. In Japan alleen al gingen er 120 miljoen exemplaren over de toonbank. In 1995 won het werk de 40ste jaarlijkse Shogakukan Manga-prijs voor shonen manga. In 2007 werd het tot Japan's favoriete manga verklaard. Slam Dunk werd verwerkt tot een 101-aflevering lange anime reeks en vier films.
Het volgende werk van Inoue's hand was Buzzer Beater uit 1997 in samenwerking met ESPN. Het werk ging over een intergalactisch basketbal tournament en werd verwerkt tot een anime van 2005 tot 2007 door TMS Entertainment.
Vagabond was Inoue's volgende titel. Het was gebaseerd op Eiji Yoshikawa's schrijven over de samoerai Miyamoto Musashi. Inoue begon aan het werk in 1998. Hij won er de Kodansha Manga Prijs in 2000 voor en de Tezuka Osamu Cultuurprijs in 2002.
In 2001 begon Inoue aan zijn derde basketbalmanga: Real. Deze manga gaat over rolstoelbasketbal. In 2001 won het een prijs op het Japan Media Arts Festival. Inoue werkte mee aan de personage ontwerpen voor het Xbox 360 spel Lost Oddyssey.
In 2022 maakte Inoue zijn filmdebuut als regisseur en scenarioschrijver met de animatiefilm The First Slam Dunk, gebaseerd op zijn mangaserie Slam Dunk.

## Oeuvre

### Manga
- Chameleon Jail (1989 – 1990)
- Slam Dunk (1990 – 1996)
- Buzzer Beater (1997 – 1998)
- Vagabond (1998 – heden)
- Real (1999 – heden)

### Films
- 2022: The First Slam Dunk